# Ammianus Marcellinus
Ammianus Marcellinus (330 körül – 395/400 körül) a késő római császárkor legkiemelkedőbb történetírója. Jelentőségét az adja, hogy az általa megírt és fennmaradt könyvekben olyan eseményeket beszél el, melyekben ő maga is aktívan részt vett és más egykorú források nem számolnak be róluk. Műve a Rerum gestarum libri (azaz a „viselt dolgok könyvei”, röviden Res Gestae), magyarul „Történeti könyvek” címet viseli.

## Élete
Szíria fővárosában, Antiokheiában született, valószínűleg a helyi szenátori réteg, az ún. decuriók rendjébe tartozó családból, körülbelül a 330–335 között. Mivel előkelő család sarja volt, ezért az elit alakulatnak számító protectores domestici gárdában szolgálhatott, amely a praetorianusok (testőrség) legelitebb alakulata volt. Széles körű görög és latin műveltséggel rendelkezett: anyanyelve görög volt, de latinul írta meg történetét. Életére a legfőbb forrást saját műve jelenti.

### Európában
353-ban már testőrként ír magáról. Niszibiszben a keleti lovasparancsnok (equitum magister), Ursicinus környezetében tűnik fel. Innen parancsnokával együtt Flavius Constantius Gallus caesar székhelyére, Antiokheiába utazott, mert Ursicinusra szerep várt az ottani felségsértési (laesa maiestas) perekben. Ursicinus – igazságtalanságot gyanítva – titokban tájékoztatta az ügyekről az augustust, II. Constantiust, aki emiatt Mediolanumba (ma Milánó) idézte Gallust. Ammianus itt tartózkodott Ursicinus kíséretében, egészen 355-ig. Ekkor Colonia Agrippina (ma Köln) katonai parancsnoka, Claudius Silvanus császárrá kiáltatta ki magát. II. Constantius megölette az usurpator (trónbitorló) Silvanust. A tett végrehajtására Ursicinust utasította, aki bizalmasaival – köztük Ammianusszal – végrehajtotta a parancsot.
Ammianus így került Galliába, és itt került kapcsolatba Iulianusszal, akinek kérésére – Ursicinus oldalán – Galliában maradt, és részt vett például az alemannok elleni hadjárat megtervezésében.

### Ázsiában

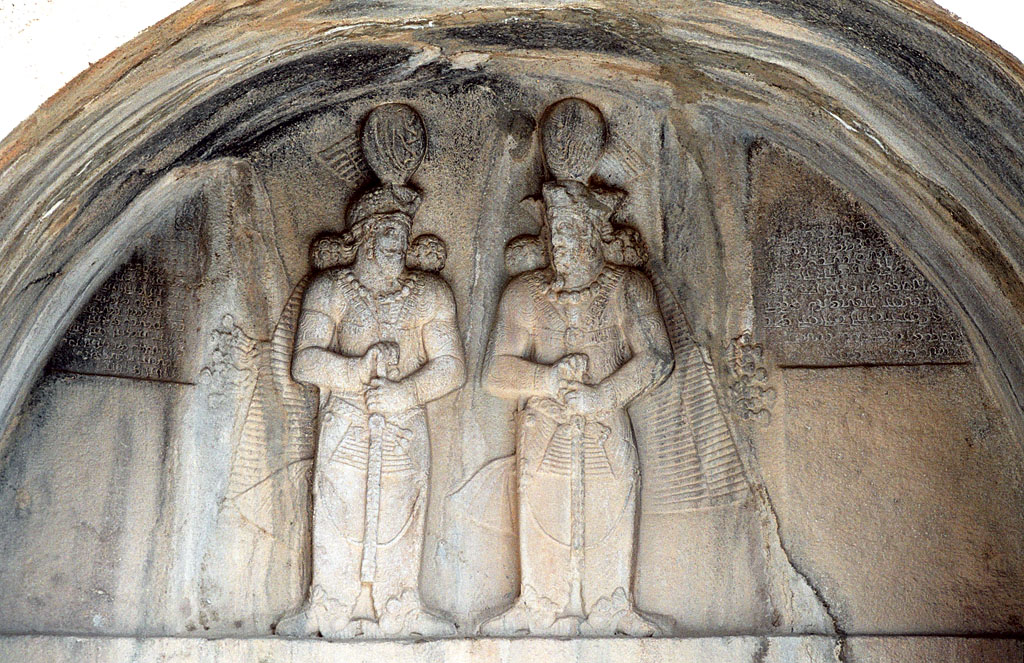
Dombormű II. Sáhpur, Amida elfoglalójának alakjával

357-ben II. Constantius Sirmiumban kinevezte Ursicinust a perzsák elleni hadjárat fővezérévé, ahová Ammianus ismét követte urát. Keleten szerzett tapasztalatait, illetve hadiélményeit Ammianus mind belefoglalta a könyvébe. Ezek közül a legismertebb esemény Amida erődjének elvesztése volt, ahonnan Ammianus is csak nehezen tudott elmenekülni. Ezt követően részt vett Iulianus császár perzsa hadjáratában is. Iulianus halála után, Iovianus békét kötött a perzsákkal, Ammianus ekkor leszerelt (honesta missio) és visszavonult szülővárosába, Antiokheiába. Itt kezdte meg az anyaggyűjtést, feljegyzései rendezését könyve megírásához. Tudunk róla, hogy utazást tett Hellászba, Egyiptomba, illetve a hadrianopolisi csatatérre is.

### Rómában
Fennmaradt egy levél, melyet Libaniosz rétor írt 391–392 táján Ammianushoz. Ebből kiderül, hogy Ammianus ekkor már Rómában élt, és hogy nyilvános felolvasásokat tartott történeti művéből. Itt valószínűleg a pogány hagyományokat a kereszténységgel szemben előnyben részesítő szenátori csoport tagjainak, Vettius Agorius Praetextatusnak, Virius Nicomachus Flaviusnak és Quintus Aurelius Symmachusnak a pártfogását élvezte.
Az írásaiban elmesélt események megszakadása alapján valószínűleg 400 körül halt meg.

## Történeti műve
„Előadtam mint egykori katona és görög férfi, legjobb tehetségem szerint az eseményeket Nerva császár uralkodásától fogva Valens haláláig” – e szavakkal fejezi be Ammianus történeti művét. Azaz ott kezdi a Római Birodalom történetének tárgyalását, ahol Tacitus a „Korunk történetében” abbahagyta. A filológusok véleménye szerint Tacitust tekintette mintájának műve szerkezetében, tagolásában és arányaiban is. A mű annyiban hasonlít Sztrabón művéhez, a Geógraphika hüpomnématához, hogy nemcsak puszta eseménytörténetet beszél el, hanem mindazon népeknek szokásait, a lakhelyük földrajzi leírását is megadja.
A 31 könyvre osztott történeti művéből (rerum gestarum libri XXXI) csak az utolsó 18 könyve maradt fenn. Ammianus a művét háromkötetes egységekben, ún. triászokban adta közre.

## Magyarul
- Ammianus Marcellinus reánk maradt történeti könyvei, 1-2.; ford., bev., jegyz Pirchala Imre; Franklin, Bp., 1916–1917 (Görög és latin remekírók)
- Róma története; ford. Szepesy Gyula, jegyz., utószó Adamik Tamás; Európa, Bp., 1993

## Szakirodalom
- Adamik Tamás: Római irodalom: A kezdetektől a nyugatrómai birodalom bukásáig. Budapest: Pesti Kalligram Kft. 2009.  ISBN 9788081012266
- Michael von Albrecht: A római irodalom története I.–II. (ford. Tar Ibolya). Budapest: Balassi Kiadó. 2003–2004.  ISBN 963 506 523 X  és ISBN 9635065744
- Várady László: Későrómai hadügyek és társadalmi alapjaik. A Római Birodalom utolsó évszázada. (376-476) Akadémiai Kiadó. Budapest, 1961.